# Huovisaari (ö, lat 62,40, long 28,02)
Huovisaari är en ö i Finland. Den ligger i sjön Unnukka och i kommunen Leppävirta i den ekonomiska regionen  Varkaus ekonomiska region  och landskapet Norra Savolax, i den sydöstra delen av landet, 290 km nordost om huvudstaden Helsingfors. Öns area är 1,1 hektar och dess största längd är 260 meter i sydöst-nordvästlig riktning.